# Antonio Cieri
Antonio Cieri né le 11 novembre 1898 à Vasto, dans la province de Chieti (Abruzzes), et mort en avril 1937 à Huesca en Espagne, est un homme politique italien, militant antifasciste et anarchiste.
Il mène la lutte contre le régime fasciste en Italie et trouve la mort en Espagne, aux côtés des Républicains espagnols pendant la guerre civile.

## Biographie
Durant la Première Guerre mondiale, il obtient un grade d'officier et il est plusieurs fois décoré.
Il est un dirigeant du mouvement libertaire d'Ancône, où il est employé aux chemins de fer comme dessinateur technique (parfois, on lui attribue à tort le titre d'architecte). En 1921, en raison de son activité politique, il est muté à Parme.
En août 1922, il est commandant des Arditi del Popolo à Parme sous l'autorité de Guido Picelli qui dirige l'ensemble de la formation. Il assure la défense du quartier du Naviglio contre les assauts des squadristi fascistes d'Italo Balbo, qui remplace Roberto Farinacci, en raison de son inefficacité et sur ordre de Benito Mussolini.
Pino Cacucci a écrit un livre Oltretorrente, qui traite de manière approfondie de la défense des quartiers prolétaires de Parme.
Cieri s'exile en 1923 après avoir été licencié des chemins de fer. À Paris en 1925, il reprend son activité de militant anarchiste et crée le journal l'Umanità Nova. En 1932-33 à Puteaux, Cieri crée avec Camillo Berneri La protesta, puis La vecchia Umanità nova, mais à chaque fois ils ont la vie brève en raison des tracasseries sans fin des autorités françaises. Avec Enzo Fantozzi, Umberto Tommasini, Rodolfo Gunscher, Angelo Bruschi et Giulio Bacconi, les 1er et 2 novembre 1935, il participe au congrès italien de Sartrouville qui crée le comité anarchiste d'action révolutionnaire (Comitato Anarchico d’Azione Rivoluzionaria).

### Guerre d'Espagne
En 1936, il est de ceux qui partent pour former sous la direction de Carlo Rosselli, Camillo Berneri et Mario Angeloni la « section italienne de la colonne Ascaso » pendant la guerre d'Espagne.
À la mi-avril 1937, la colonne italienne — commandée par Giuseppe Bifolchi (it) — tente d'enlever le site difficile de Carrascal de Huesca. Cieri est à la tête de l'escouade des bomberos formée spécialement pour les assauts. Le 7 avril 1937, il tombe lors des combats pendant l'assaut pour la prise de Huesca, qui sera conquise par les formations antifascistes.
Pour le soixante-dixième anniversaires de sa mort, une plaque commémorative a été posée et inaugurée en souvenir d'Antonio Cieri dans le quartier du Naviglio à Parme. La cérémonie a été réalisée en collaboration avec les archives historiques d'Imola.